# 大須賀祐
大須賀 祐（おおすか ゆう、1955年9月26日 - ）は福島県会津若松市出身の実業家。株式会社インポートプレナー最高顧問。
早稲田大学商学部卒業。
東証一部上場企業入社後､3年目で最優秀営業員賞受賞。
国内ビジネスに失望し、会社を退社。その後、輸入にその身を投じる。
2004年2月、「ジェトロ認定貿易アドバイザー」を取得。全国で486人目の貿易アドバイザーとして、日本貿易振興機構(JETRO)より認定を受ける。
ジェトロ認定貿易アドバイザーとしての知識、28年に及ぶ貿易商としての経験、15年に及ぶ貿易アドバイジング実績、現在までに20,000件以上の商談をこなしたキャリア、心理学やNLPに基づいた巧みなコミュニケーション術を駆使したコンサルティングはクライアントから支持を受け、テレビ、ラジオ、新聞、雑誌、書籍などの各マスコミにも頻繁に紹介されている。
現在、輸入ビジネスアドバイザーとして、クライアントとともに年間100日強を海外で過ごし、全世界的に活躍中。また中小企業向けに利益倍増のための新規事業戦略としての輸入ビジネスを提唱している。
特に、海外の国際見本市の現場に、クライアントを個別に伴いメーカーブースに訪問し、リアルなサプライヤーとの面談交渉を実際にやって見せながら、独占販売権の獲得にあたる様は、まさに「神の所業」と称され他の追随を許さない日本唯一のコンサルティングになっている。
セミナー受講者は、12,000人を超え、海外での実践講座のクライアント数は、2020年2月時点で920名を超え、今なお数多くの成功者を輩出。
その圧倒的な実績によりクライアントからは「輸入の神様」と称されている。
また、輸入ビジネス界に対する多大なる貢献により、歴史と伝統ある日本最大にして最高の権威を有する貿易の学術団体「日本貿易学会」の正会員に推挙され、貿易会の発展にも寄与している。
著書に、専門書としては異例ともいえる販売即日Amazon総合ランキング、処女作発刊以来5回連続ですべて1位になった「初めてでもよくわかる 輸入ビジネスの始め方・儲け方」、「貿易ビジネスの基本と常識」、「輸入ビジネス儲けの法則」、「図解　これ1冊でぜんぶわかる　貿易実務」、「ホントにカンタン! 誰でもできる! 個人ではじめる輸入ビジネス」がある。
これは、アマゾン史上前人未到の大快挙と称され、業界内にとどまらず各界から賞賛の拍手がやまない。
また、「はじめてでもよくわかる輸出ビジネスの始め方・儲け方」は紀伊國屋書店、Amazonにてビジネス書第一位を獲得。
さらに、2016年11月に「ホントにカンタン! 誰でもできる! 個人ではじめる輸入ビジネス  改訂版」が発行され、2017年11月15日には「これ1冊でぜんぶわかる! 輸入ビジネス【完全版】」が発行される。
2018年12月11日には「「儲かる仕組み」は自由に作れる！社長のための輸入ビジネス」が販売され、発売日即日に重版が決定。さらには、販売後、2週間3刷り決定し記録的に売り上げを伸ばしている。
そして、2019年4月19日には「価格はアナタが決めなさい。輸入ビジネスに学ぶ儲かる仕組み」が販売され、紀伊国屋書店、ブックファースト新宿店で総合1位となる。2020年4月9日には「実はとっても簡単! 儲かる輸入部門のつくり方・はじめ方」が販売。
さらに、2021年6月20日に最新刊「リモート輸入ビジネス 成功マニュアル」が販売される。

なお、これらの本は、実務書としては、異例の累計124,900部を記録（2021年6月20日時点）。
現在は、株式会社インポートプレナーの最高顧問を務める。

## 主な著書
- 「初めてでもよくわかる 輸入ビジネスの始め方・儲け方」（出版：日本実業出版社） ISBN 978-4534041296
- 「貿易ビジネスの基本と常識」（出版：PHP研究所） ISBN 978-4569706566
- 「輸入ビジネス 儲けの法則 ―トラブルの対処法がこれ一冊でわかる!」（出版：現代書林） ISBN 978-4774512013
- 「図解 これ1冊でぜんぶわかる貿易実務」(出版：あさ出版) ISBN 978-4860634186
- 「ホントにカンタン! 誰でもできる! 個人ではじめる輸入ビジネス」（角川フォレスタ）
- 「はじめてでもよくわかる輸出ビジネスの始め方・儲け方」（出版：日本実業出版社）
- 「ホントにカンタン! 誰でもできる! 個人ではじめる輸入ビジネス 改訂版」(出版：KADOKAWA)
- 「これ1冊でぜんぶわかる! 輸入ビジネス【完全版】(出版：あさ出版)
- 「「儲かる仕組み」は自由に作れる！社長のための輸入ビジネス」(出版：みらいパブリッシング)
- 「価格はアナタが決めなさい。輸入ビジネスに学ぶ儲かる仕組み」（出版：集英社） ISBN 978-4087861136
- 「リモート輸入ビジネス 成功マニュアル」（出版：あさ出版） ISBN 978-4866672908